# Estación La Carlota
La Carlota es una estación ferroviaria ubicada en la localidad del mismo nombre, Departamento Juárez Celman, Provincia de Córdoba, República Argentina.

## Servicios
Actualmente, presta servicios de la empresa operadora de este tramo, Trenes Argentinos Cargas, en los servicios de carga desde Villa María hacia Rufino, Actualmente, con servicio de cargas.

## Historia
En el año 1890 fue inaugurada la Estación, por parte del Ferrocarril Buenos Aires al Pacífico, en el ramal Rufino-Villa María, Sólo de Cargas. No se debe confundir con la estación del Mitre. Véase La Carlota